# Aa hartwegii
Aa hartwegii је врста из рода орхидеја Aa из породице Orchidaceae. Ова врста је пореклом из Еквадора, Колумбије и Венецуеле.